# Nevermore (альбом)
| Оценки критиков | Оценки критиков |
| Источник        | Оценка          |
| --------------- | --------------- |
| AllMusic        | [ 1 ]           |
| Rock Hard       | [ 2 ]           |

Nevermore — одноимённый дебютный студийный альбом прогрессив-трэш-метал группы Nevermore. Выпущенный в 1995 году под руководством Century Media, это был первый релиз вокалиста Уоррела Дэйна и бас-гитариста Джима Шеппарда после ухода из их предыдущей группы, Sanctuary, в 1994 году. В новую группу были взяты барабанщик Ван Уильямс и бывший сессионный гитарист Sanctuary Джефф Лумис.Вместе, они сформировали группу Nevermore.
Это был первый и единственный альбом Nevermore, на котором играл оригинальный барабанщик Марк Аррингтон. Несмотря на то, что он не указан как барабанщик, с ним была записана половина песен альбома.
На песню «What Tomorrow Knows» был снят клип. Кроме того, «What Tomorrow Knows» была единственной песней с альбома, которая вошла в сборник супер-хитов группы «Manifesto of Nevermore» 2009 года выпуска.

## Список композиций
Все тексты написаны Уоррелом Дэйном, вся музыка написана Джеффом Лумисом.
| №  | Название                      | Длительность |
| -- | ----------------------------- | ------------ |
| 1. | «What Tomorrow Knows»         | 5:11         |
| 2. | «C.B.F (Chrome Black Future)» | 6:02         |
| 3. | «The Sanity Assassin»         | 6:21         |
| 4. | «Garden of Gray»              | 4:48         |
| 5. | «Sea of Possibilities»        | 4:18         |
| 6. | «The Hurting Words»           | 6:17         |
| 7. | «Timothy Leary»               | 5:12         |
| 8. | «Godmoney»                    | 4:43         |

| №   | Название                             | Длительность |
| --- | ------------------------------------ | ------------ |
| 9.  | «The System's Failing» (Bonus Track) |              |
| 10. | «The Dreaming Mind» (1992 Demo)      |              |
| 11. | «World Unborn» (1992 Demo)           |              |
| 12. | «Chances Three» (1992 Demo)          |              |
| 13. | «Utopia» (1992 Demo)                 |              |

## Участники
Nevermore
- Уоррел Дэйн — Вокал
- Джефф Лумис — Гитара
- Джим Шеппард — Бас-Гитара
- Ван Уильямс — Ударные в песнях «C.B.F (Chrome Black Future)», «The Sanity Assassin», «Sea of Possibilities» и «Timothy Leary»

Сессионные музыканты
- Кристин Райнхарт — Бэк-вокалист в «Garden of Gray»
- Марк Аррингтон — Ударные в песнях «What Tomorrow Knows», «Garden of Gray», «The Hurting Words», «Godmoney», «The System’s Failing», «The Dreaming Mind», «World Unborn», «Chances Three», «Utopia»

Продакшн
- Нэйл Кэрнон — запись и микширование альбома
- Джо Гэствирт (недоступная ссылка) — мастеринг альбома
- Пэрри Каннингхэм — ремастеринг альбома (2006 Reissue Bonus Tracks)